# 큐트리트
큐트리트(Qutrit) 또는 큐트릿(또는 양자 트릿)은 서로 직교하는 세 가지 양자 상태가 중첩될 수 있는 3레벨 양자 시스템에 의해 구현되는 양자 정보 단위이다.
큐트릿은 두 개의 직교 상태의 중첩으로 설명되는 양자 시스템인 큐비트가 고전적인 기수-2 비트와 유사하듯이 고전적인 기수-3 트리트와 유사하다.
일반적으로 큐트릿과 큐디트를 활용해 양자 컴퓨터를 개발하려는 연구가 진행 중이다.

## 같이 보기
- 겔만 행렬
- 양자 컴퓨터
- 3진법 컴퓨터